# Neocortex
Neocortex är den yttersta delen av hjärnbarken i hjärnan. Neocortex återfinns bara hos däggdjur och saknas hos fåglar. Den består av sex lager neuroner som löper längs med hjärnans yta. Det är i denna del av hjärnan som högre utvecklade beteenden och kognitiva förmågor sitter.
Även om tjockleken är samma för alla däggdjur, kan ytan vara olika stor. Hos många däggdjur, särskilt mindre sådana som råttor, har neocortex en slät yta. Valar, primater och vissa andra däggdjur har däremot en veckad yta på neocortex. Den veckade ytan ger en större area, vilket kan åskådliggöras med att människans neocortex, trots sin tjocklek på knappt 5 mm, utgör ungefär 80 procent av hjärnbarkens vikt.
I förhållande till kroppsstorlek har människan störst neocortex, följt av tumlare.

## Etymologi
Neocortex är latin för "ny bark". Namnet kommer av att neocortex är den evolutionsmässigt nyaste delen av cerebrala cortex (hjärnbarken).